# 찰리 체이스

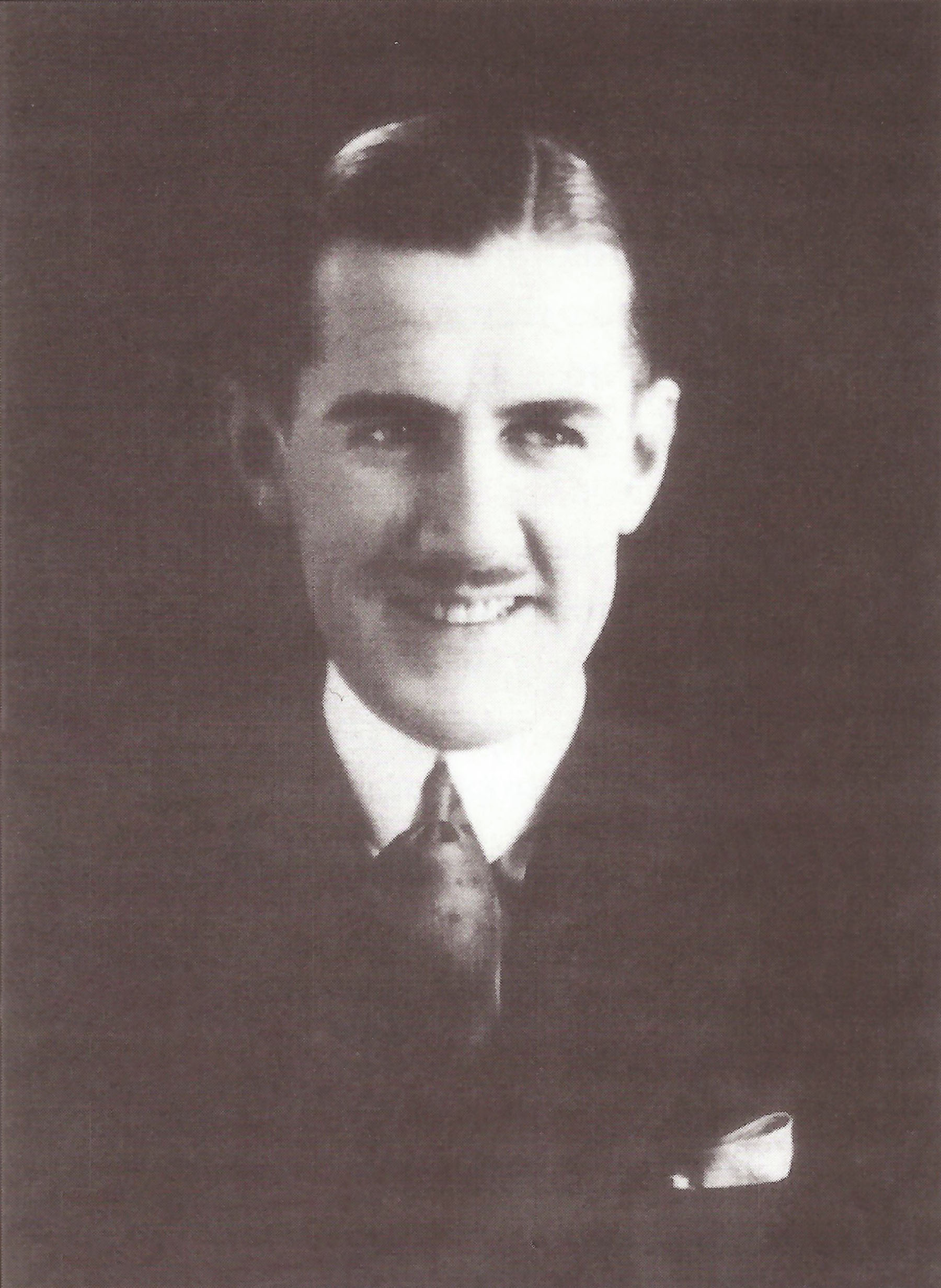

찰리 체이스(Charley Chase, 1893년 10월 20일 ~ 1940년 6월 20일)는 미국의 각본가, 희극 배우, 영화 감독, 영화배우, 가수, 영화 프로듀서이다.
볼티모어에서 태어났으며 할리우드에서 사망하였다. 사인은 결핵이다. 포리스트 론 메모리얼 파크에 매장되었다.

## 영화
- 사막의 아들 (1933년)
- 위스퍼 후피 (1930년)
- 어시스턴트 와이브스 (1927년)
- 배드 보이 (1925년)
- 텐-미닛 에그 (1924년)
- 온리 어 파머스 도터 (1915년)
- 데어 파탈 범핑 (1914년)
- 라운더스 (1914년)
- 매스쿼레이더 (1914년)
- 마벨의 바쁜 날 (1914년)
- 마벨의 운전 (1914년)
- 녹아웃 (1914년)
- 그의 새로운 일 (1914년)
- 더그 앤 다이너마이트 (1914년)
- 히스 뮤지컬 커리어 (1914년)